# Пеллегрино ди Марьяно
Пеллегрино ди Марьяно, или Пеллегрино ди Марьяно Россини (итал. Pellegrino di Mariano Rossini; ок. 1425 — ок. 1495) — итальянский художник, сиенская школа.

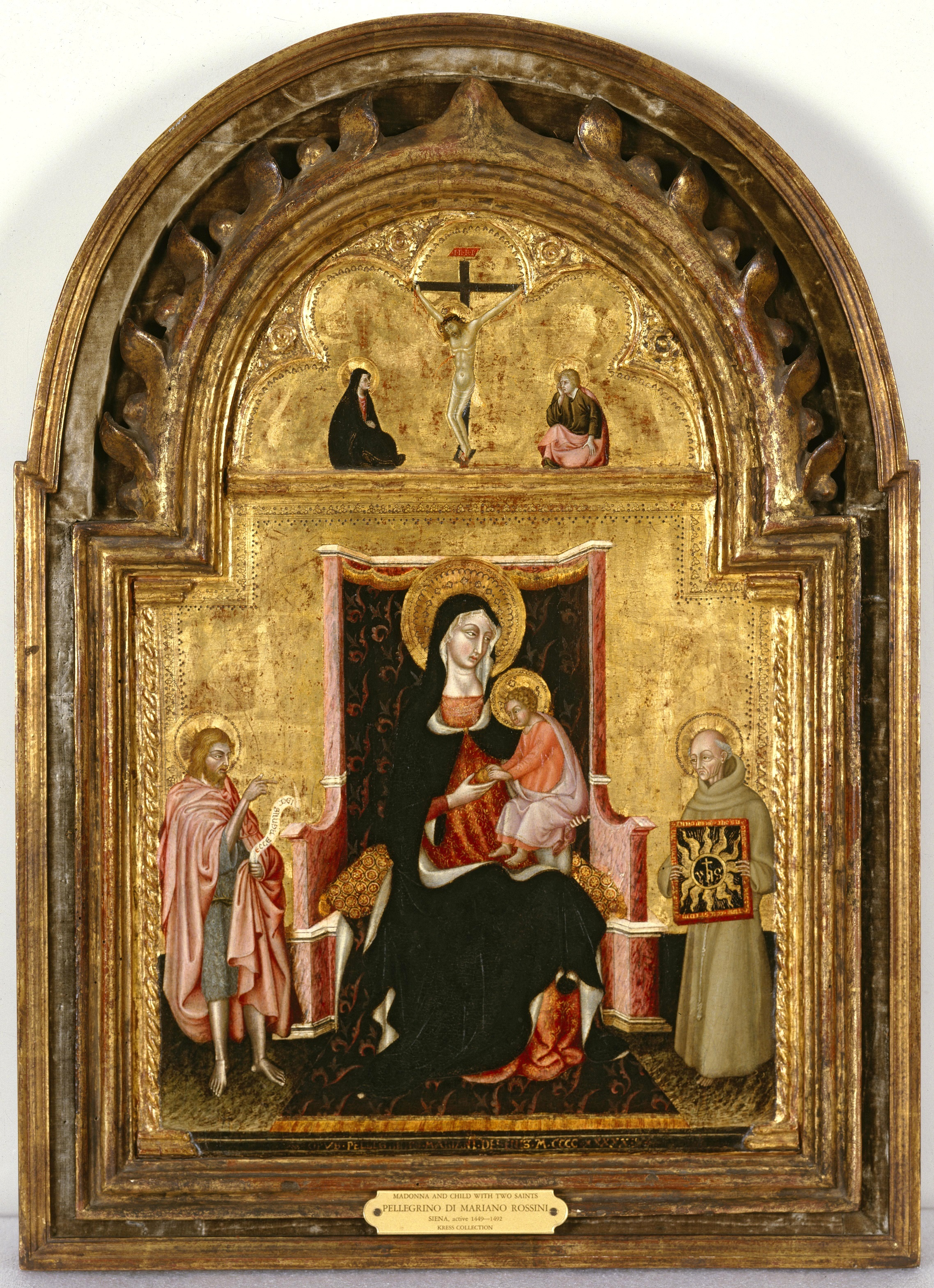
Пеллегрино ди Марьяно. Мадонна с младенцем на троне, Иоанном Крестителем и св. Бернардином Сиенским. 1450г. Музей искусства Брукса, Мемфис.

## Биография
Пеллегрино ди Марьяно был второстепенным сиенским художником, его роль в развитии местной школы была весьма скромной и несопоставимой с вкладом таких мастеров, как Джованни ди Паоло, Сано ди Пьетро или Сассетта. За свою долгую артистическую карьеру он не смог создать ни собственного стиля, ни добиться высоких художественных результатов. Как в миниатюре, так и в станковой живописи чаще всего он продолжал готическую манеру Джованни ди Паоло, который, по всей вероятности, был его учителем. Несмотря на то, что в первую очередь он был известен как художник-миниатюрист, Пеллегрино занимался и фреской.
Даты рождения и смерти художника неизвестны. Документы, опубликованные в 1854 году Гаэтано Миланези, сообщают, что Пеллегрино длительное время был связан с госпиталем Санта-Мария делла Скала (это был не просто госпиталь, но приют для бездомных и интернат для брошенных детей), однако не сохранилось никаких произведений, созданных им для этого заведения. Существует всего три подписанные художником работы. Одна из них «Мадонна с младенцем на троне с Иоанном Крестителем и св. Бернардином Сиенским». В её верхнем регистре изображено «Распятие». Это небольшой (58,4х41,9см) домашний алтарь, исполненный ок. 1450 года, который сегодня хранится в Музее искусства Брукса, Мемфис. В нём, как и в другой, приписываемой Пеллегрино работе, «Мадонна с младенцем и святыми» (Коллекция А. Кувенховена, Хеелсум, Нидерланды), видно сильное влияние Джованни ди Паоло. Единственной работой, имеющей и подпись художника и дату изготовления, является «Мадонна с младенцем» из музея Саут Кенсингтон, Лондон (1448).
Вместе с Джованни ди Паоло Пеллегрино работал над миниатюрами Градуала (код. H.I.2; Городская библиотека, Сиена), который создавался для монастыря августинцев в Леччето. Его датируют приблизительно 1450-55 годами, и большинство миниатюр сборника было выполнено Пеллегрино ди Марьяно. Для них характерно отсутствие пейзажных фонов, кроме того, художник не достигает в изображении фигур той утончённости и изящества, которые характерны для готической живописи в целом, но тяготеет к архаизирующей тенденции.
В 1460 году Пеллегрино вместе с Сано ди Пьетро и ещё одним художником, имя которого осталось неизвестным, писал миниатюры для Книги хоралов, заказанной Кафедральным собором Пиенцы. От 1469 года сохранился документ, сообщающий, что Пеллегрино ди Марьяно рисовал миниатюры, как с изображением человеческих фигур, так и без, для Компанья ди Санта Мария в Сиене. Между 1465 и 1482 годами художник работал над разнообразными миниатюрами для Сиенского собора и госпиталя Санта-Мария делла Скала. 
Подписанный и хорошо сохранившийся алтарь из Музея Брукса, Мемфис, послужил точкой отсчёта для реконструкции творчества художника в жанре станковой живописи. «Распятие и шесть святых» из Галереи Уолтерса, Балтимор, и «Коронование Марии» (Ка’д’оро, Венеция) приписывают Пеллегрино из-за близости этих произведений к его работе из Музея Брукса. Пеллегрино приписывают также большую алтарную картину «Вознесение Марии» в церкви Сан Джорджо в Монтеморано, которую ранее считали работой анонимного «Мастера из Монтеморано». Корпус работ, числившихся за этим анонимным художником, теперь перешёл в каталог Пеллегрино ди Марьяно, в частности картина «Мадонна с младенцем», ранее бывшая в коллекции музея Вальрафа-Рихартца, Кёльн. Некоторые исследователи считают, что две работы из Музея Метрополитен — «Блаженный Андреа Галлерани» и «Блаженный Амброджо Санседони», которые приписываются Джованни ди Паоло, возможно написал Пеллегрино ди Марьяно. Кроме этого, авторству Пеллегрино приписывается несколько «Мадонн с младенцем» из разных частных коллекций.

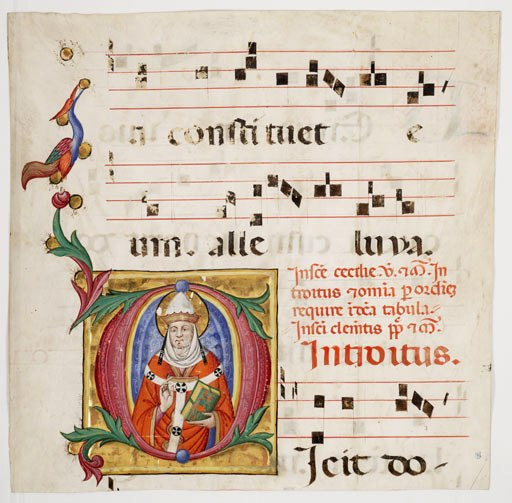
Пеллегрино ди Марьяно. Миниатюра из Градуала. 1440-60гг. Филадельфия, Библиотека.
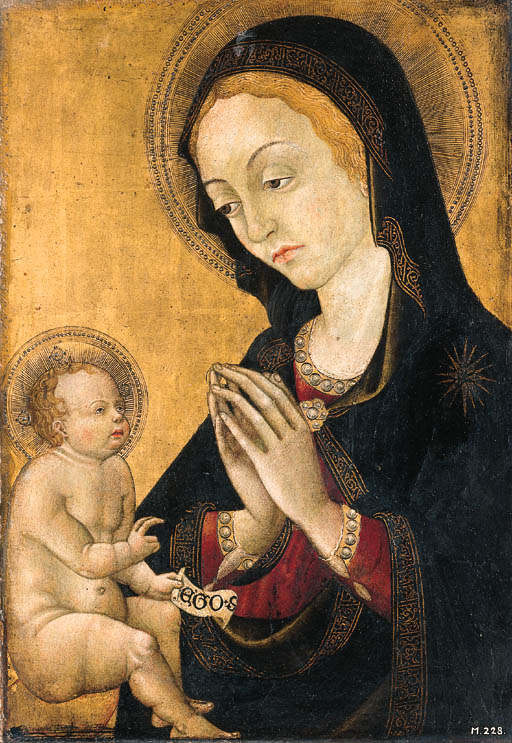
Пеллегрино ди Марьяно. Мадонна с младенцем. 1460-70. Кристис. (ранее в кол. музея Вальрафа-Рихартца, Кёльн.)
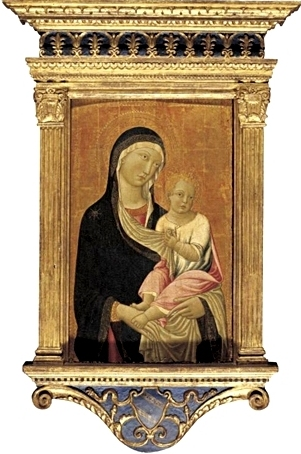
Пеллегрино ди Марьяно. Мадонна с младенцем. 1460-70. Частное собрание.
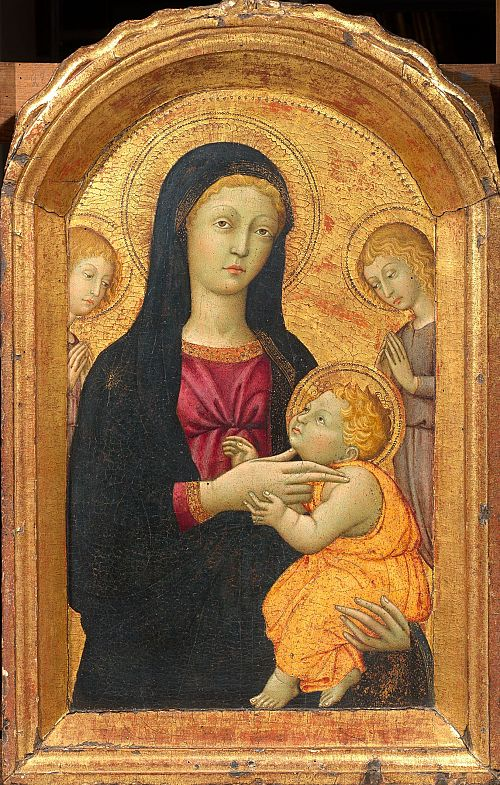
Пеллегрино ди Марьяно. Мадонна с младенцем и ангелами. Частное собрание.
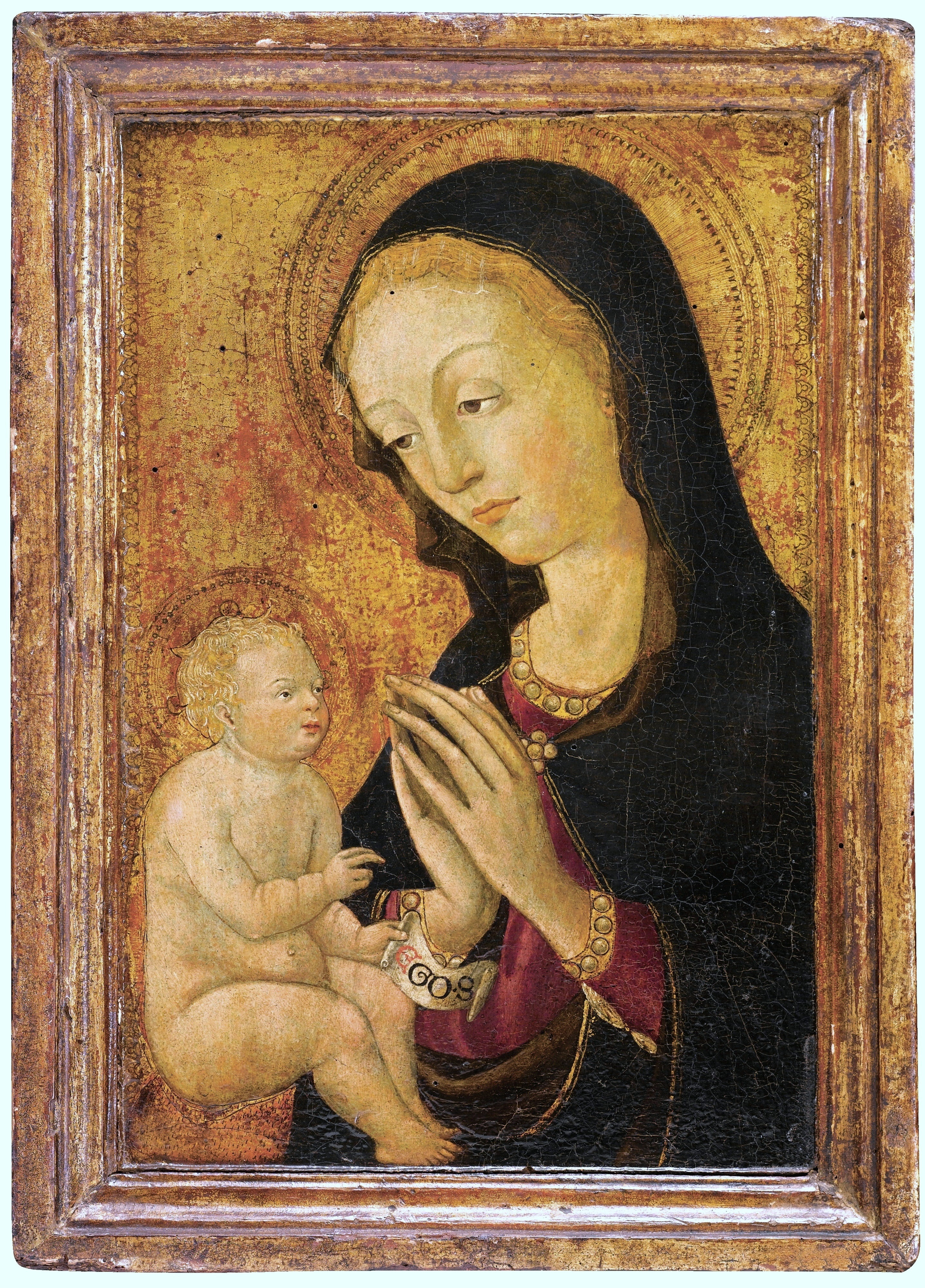
Пеллегрино ди Марьяно. Мадонна с младенцем. Частное собрание.